# Exeristes kamrupa
Exeristes kamrupa är en stekelart som först beskrevs av Gupta och Tikar 1976.  Exeristes kamrupa ingår i släktet Exeristes och familjen brokparasitsteklar. Inga underarter finns listade i Catalogue of Life.